# Біморфізм
Біморфізм (від латинського bi — подвійний, двоякий - і грецького μορφη — образ, вигляд, форма) — морфізм категорії, на який можна скорочувати як зліва, так і справа, тобто мономорфізм та епіморфізм одночасно.